# Pastoralna konzultacija
Pastoralna konzultacija, dio pastoralnog bogoslovlja. Predstavlja jedne od oblika savjetovanja i psihoterapije, a s obzirom na učestalost njihove uspješnosti u specifičnim životnim okolnostima. Studente se usmjerava u kolegiju na osobu savjetovatelja, ukazujući na potrebne kompetencije za uspješno vođenje kolokvija, s praktičnim primjenama.